# Salitral, Costa Rica
Salitral är en ort i Costa Rica.   Den ligger i provinsen San José, i den centrala delen av landet, 11 km väster om huvudstaden San José. Salitral ligger 1 038 meter över havet och antalet invånare är 2 833.
Terrängen runt Salitral är varierad. Runt Salitral är det tätbefolkat, med 849 invånare per kvadratkilometer. Närmaste större samhälle är San José, 10,7 km öster om Salitral. I omgivningarna runt Salitral växer i huvudsak städsegrön lövskog.